# Closer to the Edge
«Closer to the Edge» — третий сингл группы 30 Seconds to Mars из альбома This Is War. Песня была написана солистом группы Джаредом Лето и спродюсирована группой совместно с продюсером Марком «Фладом» Эллисом.

## История написания
Томо Милишевич сказал, что это «действительно интересная композиция. Мы называем её нашей ‘поп’ песней, но когда вы прислушиваетесь к ней, вы ощущаете, что она переполнена великолепием рока. Это песня, которая обманывает, и мне это нравится. Джаред по-настоящему вложился в неё как автор, он попытался найти новый способ подачи музыки публике — доступный, но при этом не приевшийся. В этом плане — он относится к нашим поклонникам с очень большим уважением.»

## Видеоклип
Премьера видеоклипа состоялась 9 июня 2010 года на канале группы на YouTube. Режиссёром клипа стал Джаред Лето, использовавший для этого свой псевдоним Бартоломео Каббинз. Видео содержит нарезки из примерно 30 концертных выступлений 30 Seconds to Mars по всему миру, прошедших в рамках мирового тура Into The Wild Tour, начавшегося 19 февраля 2010 года, и комментарии и мысли поклонников группы.

## Отзывы критиков
Видеоклип получил, в основном, положительные отзывы критиков. Австралийское радио RadarRadio охарактеризовало его как «эпическое». Британский Интернет рок-портал RockLouder назвал видео «приятным» и «стоящим просмотра».
На сайте About.com заявили, что «Closer to the Edge» делает акцент на расцвет атмосферности поверх чёткости мелодии".

## Список композиций
CD сингл
| №  | Название                             | Длительность |
| -- | ------------------------------------ | ------------ |
| 1. | «Closer to the Edge» (radio edit)    | 4:15         |
| 2. | «Closer to the Edge» (album version) | 4:32         |

## Чарты
«Closer to the Edge» дебютировала в UK Singles Chart 11 июля 2010 под номером 90 и поднялась на 82 место на следующей неделе. Наивысшей позицией в этом чарте стало 78 место. В британском рок-чарте UK Rock Chart песня стала #1 11 июля 2010 прервав длившееся 7 недель лидерство группы The Pretty Reckless с песней «Make Me Wanna Die».
| Чарт (2010)                     | Лучший результат |
| ------------------------------- | ---------------- |
| ARIA Top 50                     | 13               |
| Media Control Charts            | 26               |
| Нидерланды (Single Top 100)     | 88               |
| New Zealand Singles Chart       | 21               |
| Швейцария (Schweizer Hitparade) | 69               |
| Великобритания (OCC UK Singles) | 44               |
| UK Rock Chart                   | 1                |
| Billboard Alternative Songs     | 7                |
| Billboard Rock Songs            | 21               |